# Bruce Hood

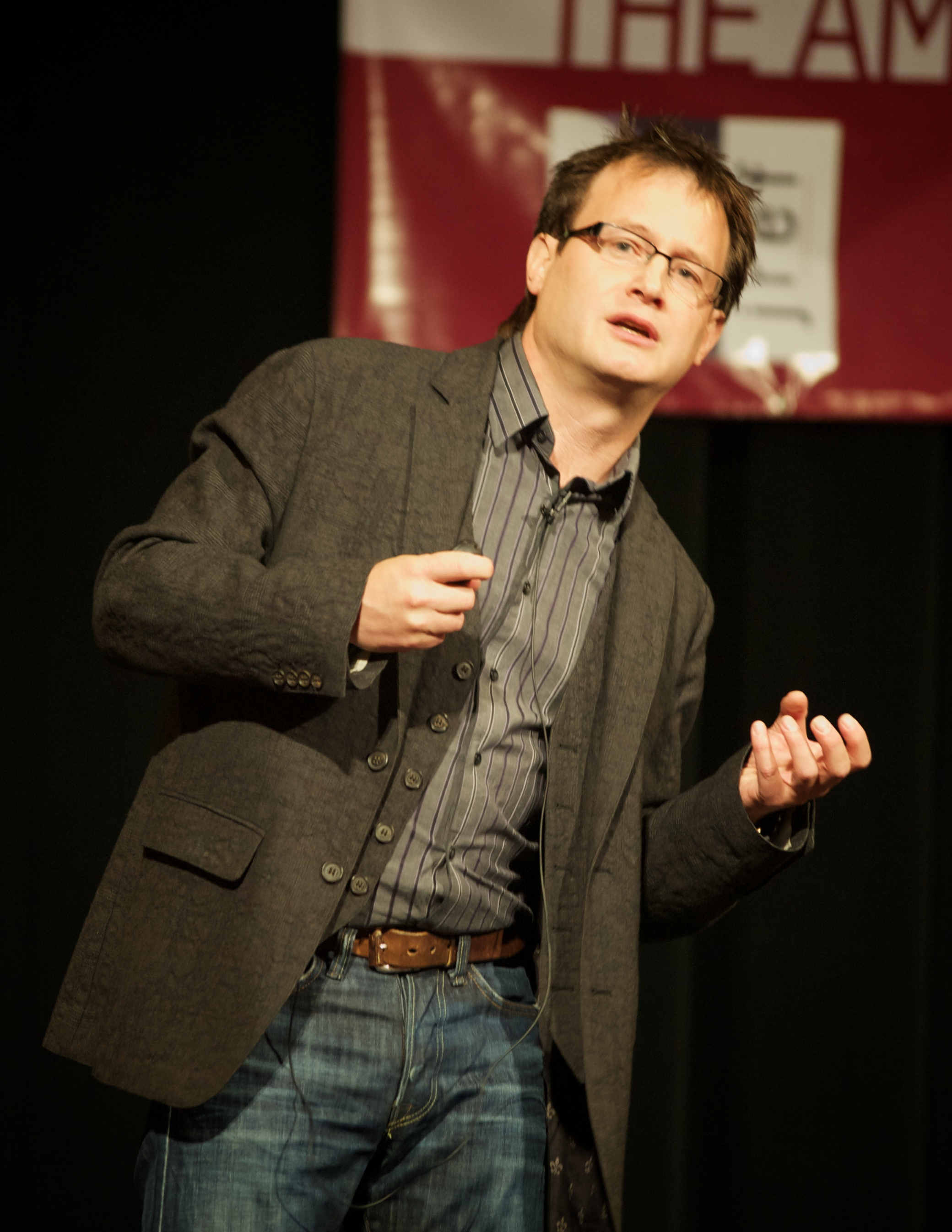
Bruce Hood

Bruce Hood es un psicólogo experimental británico. Profesor de psicología en la Universidad de Bristol, es conocido por su tesis de que los humanos están fuertemente relacionados entre sí por la religión. 
En una entrevista que le realizó Eduard Punset, en su programa Redes, Hood afirmó que el rasgo sobrenatural es algo inherente a la mente humana. De forma innata, la mente humana busca patrones donde no los hay, significados donde solo hay silencio y causalidades donde lo que rige es la casualidad. El cerebro humano detesta las incertidumbres y el azar; evolutivamente, ha sido programado para formularse preguntas sobre la esencia, la causalidad y la finalidad, pero se encuentra con que hay cuestiones incontestables por principio. Y, entonces, se inventa las respuestas, la mayor parte de las veces de forma inconsciente.

## Obras
- Supersense: Why We Believe in the Unbelievable, Harper One, 2009